# Tachikawa Ki-94
El Tachikawa Ki-94 fue un proyecto de interceptor monoplaza japonés emprendido por la Compañía Aeronáutica Tachikawa para ser operado por el Ejército Imperial Japonés. El proyecto se refiere a dos diseños de aeronave: el Ki-94-I y el Ki-94-II, no pasando más allá de las etapas de maqueta y prototipo, respectivamente.

## Diseño y desarrollo

### Ki-94-I

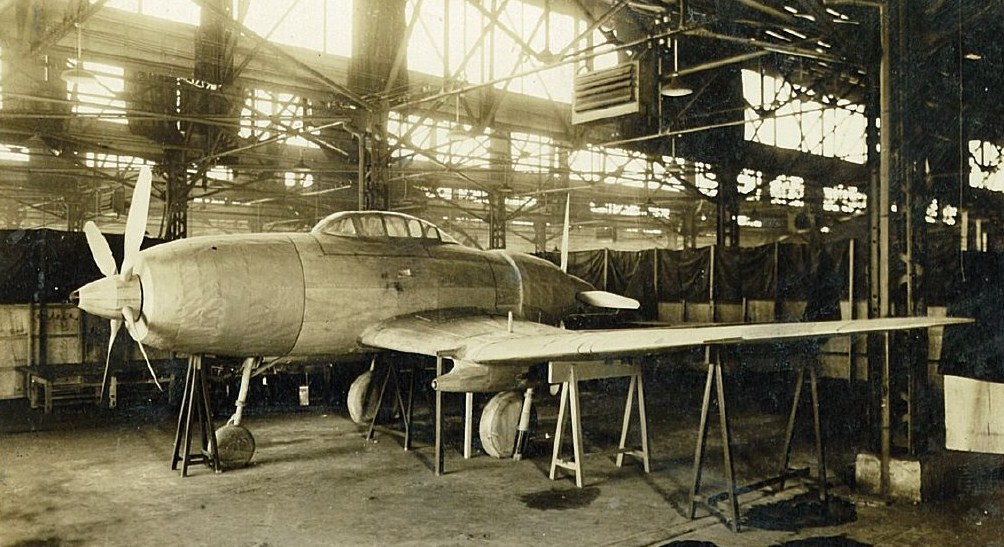
Maqueta de madera a escala real del Ki-94-I.

Este modelo era un monoplano de doble botalón con dos motores Mitsubishi Ha-211 de 18 cilindros y 1641 kW (2201 hp), que propulsaban dos hélices de cuatro palas en una configuración tractora-propulsora. El muy pesado armamento que habría sido montado en la aeronave (dos cañones de 37 mm y dos de 30 mm) hubiera bastado para superar a la mayoría de los bombarderos pesados estadounidenses de la época. A pesar de las excepcionales prestaciones previstas, que sin embargo fueron juzgadas como "excesivamente optimistas" por el departamento técnico del Servicio Aéreo del Ejército Japonés, este diseño fue considerado demasiado complejo por dicho departamento técnico y el mismo fue descartado.

### Ki-94-II

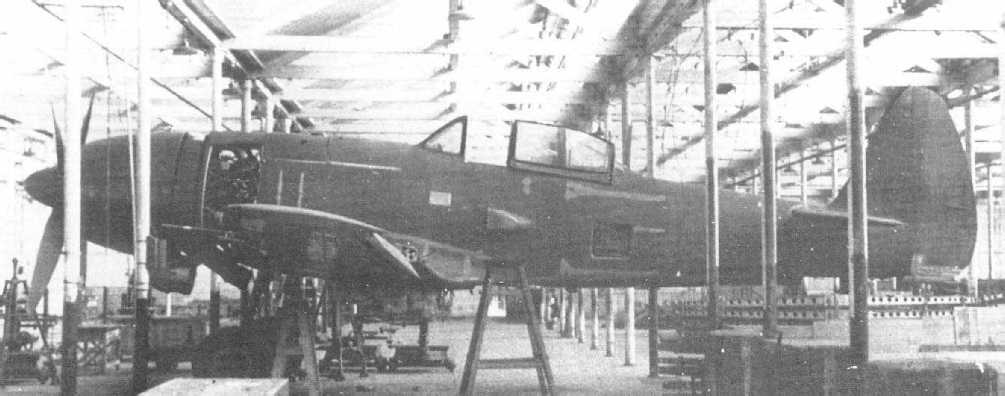
El primer prototipo del Ki-94-II en construcción.

El segundo diseño del Ki-94, realizado por un equipo también liderado por Tatsuo Hasegawa como Type I, diseñador en jefe de la aeronave y responsable del perfil alar utilizado, era un más convencional caza monoplano monoplaza de motor a pistón, desarrollado para el Servicio Aéreo del Ejército Imperial Japonés con los mismos requerimientos que el Nakajima Ki-87, que había sido el diseño alternativo del Ejército para el Ki-94 original. Destinado a contrarrestar las incursiones de los B-29, estaba optimizado para la interceptación a gran altura con una cabina presurizada y armamento pesado.
Este diseño fue aprobada por el Koku Hombu, y el avión fue designado Ki-94-II (el desguazado diseño Ki-94 anterior fue denominado Ki-94-I). Se ordenó un fuselaje para pruebas estáticas, tres prototipos y dieciocho aviones de preproducción. Al final, solo se construyeron 2 prototipos; el primero fue equipado con un único motor Nakajima Ha-219 (Ha-44) de 1895 kW (2541 hp), propulsando una hélice de cuatro palas porque la de seis palas no estaba lista. El segundo prototipo debía equiparse con una hélice de 6 palas. Sin embargo, el final de la guerra detuvo la construcción del segundo prototipo y también encontró al primero preparándose para realizar su primer vuelo, no llegando a volar.

## Operadores
Japón
- Servicio Aéreo del Ejército Imperial Japonés (intención)

## Especificaciones (Ki-94-II (prestaciones estimadas))
Referencia datos: Famous Aircraft of the World, first series, no.76: Japanese Army Experimental Fighters (1), Japanese Aircraft of the Pacific War

### Características generales
- Tripulación: Uno (piloto)
- Longitud: 12 m (39,4 ft)
- Envergadura: 14 m (45,9 ft)
- Altura: 4,7 m (15,3 ft)
- Superficie alar: 28 m² (301,4 ft²)
- Perfil alar: raíz: (Tatsuo Hasegawa) TH346-8454 (17%) ; punta alar: (Tatsuo Hasegawa) TH346-7s505 (10%)[4]
- Peso vacío: 4690 kg (10 336,8 lb)
- Peso cargado: 6450 kg (14 215,8 lb)
- Planta motriz: 1× motor radial de 18 cilindros refrigerado por aire Nakajima Ha-219 (designación unificada: Ha-44-12).
  - Potencia: 1830 kW (2523 HP; 2489 CV) al despegue

1752 kW (2350 hp) a 1100 m (3609 pies)
1641 kW (2200 hp) a 4400 m (14 436 pies)
1521 kW (2040 hp) a 11 000 m (36 089 pies)
- Hélices: Cuatripala de velocidad constante

### Rendimiento
- Velocidad máxima operativa (Vno): 712 km/h (442 MPH; 384 kt)
- Velocidad crucero (Vc): 440 km/h (273 MPH; 238 kt)
- Alcance: 2100 km (1134 nmi; 1305 mi)
- Techo de vuelo: 14 680 m (48 163 ft)
- Carga alar: 230,4 kg/m² (47,2 lb/ft²)
- Potencia/peso: 0,283 kW/kg (0,172 hp/lb)
- Tiempo a altitud: 5000 m (16 404 pies) en 5 min, 9 s

10 000 m (32 808 pies) en 17 min, 38 s
13 000 m (42 651 pies) en 21 min, 3 s

### Armamento
- Cañones: 

  - 2x Ho-155 de 30 mm en las alas
  - 2x Ho-5 de 20 mm en las alas
- Bombas: 

  - 2 de 250 kg o
  - 1 de 500 kg

## Aeronaves relacionadas

### Aeronaves similares
- Focke-Wulf Ta 152H
- Dornier Do 335
- Republic P-47N Thunderbolt
- Nakajima Ki-87
- Mansyu Ki-98

### Secuencias de designación
- Secuencia Ki-_ (interna de Tachikawa): ← Ki-74 - Ki-77 - Ki-92 - Ki-94 - Ki-104 - Ki-106 - Ki-110 →
- Secuencia Ki-_ (numeral del Servicio Aéreo del Ejército Imperial Japonés): ← Ki-91 - Ki-92 - Ki-93 - Ki-94 - Ki-95 - Ki-96 - Ki-97  →